# Lítli Drangur
Lítli Drangur ("piccola rupe") è la più piccola delle due rupi denominate Drangarnir che si trovano una accanto all'altra tra l'isola di Vágar e Tindhólmur, nell'arcipelago delle Fær Øer. La maggiore si chiama Stóri Drangur.